# Gozwin von Mainz
Gozwin von Mainz, auch Gozechin, lateinisch Gozwinus oder Gozechinus (* Anfang des 11. Jahrhunderts in der Diözese Lüttich; † 28. September zwischen 1075 und 1080 in Mainz), war ein Kleriker und Schulleiter an der Domschule von Lüttich und Mainz. Zugleich war er jeweils Kanoniker an der Lütticher Bartholomäuskirche und an der Mainzer Stiftskirche Maria auf dem Felde.
Gozwin studierte bei Bardo in der Abtei Fulda vor 1031. Um 1044 wurde er der Schulleiter in Lüttich, ging aber um 1058 nach Mainz, wo Bardo erst Erzbischof geworden, aber 1051 gestorben war. Dessen Neffe war wohl Abt im Stift St. Alban vor Mainz. In seinem Brief an den Schüler und nachfolgenden Domscholaster Walcher hält Gozwin Lüttich für den schöneren Ort, das „Athen des Nordens“. Er beklagt die zunehmenden Irrlehren seiner Zeit, namentlich von Berengar von Tours, und den Verfall der Bildung. Auch zum Schulleben ist die Quelle ergiebig: Er hat Walcher super dorsum (auf den Rücken) geschlagen und gerade dadurch ihn gebessert, sodass er die umso größeren Früchte des Weinbaus ernten könne. Sie senden einander Bücher zu. Gozwin verurteilt die neue Art der jungen vagi, die von Schule zu Schule ziehen, um sich der früher üblichen harten disciplina und den mores zu entziehen.

## Erhaltene Werke
- Epistula ad Valcherum suum olim discipulum (vermutlich zwischen 1066 und 1075)
  - Patrologia Latina, vol. 143, col. 885–908 (Brief an den einstigen Schüler Walcher).
- Passio sancti Albani martyris Moguntini (um 1060)[3]
  - Monumenta Germaniae Historica, Scriptores, 15, 2, 984–990 (Ex Passione S. Albani martyris auctore Gozwino, ed. Oswald Holder-Egger)